# Mjölby kommun
Mjölby kommun (uttal (fil)) är en kommun i Östergötlands län. Centralort är Mjölby.
Östgötaslätten med bördig jordbruksmark breder ut sig över norra delen av kommunen medan södra delen domineras av barrskog. I väster ligger en av Sveriges mest kända fågelsjöar, Tåkern. Historiskt är området förknippat med verksamheter som knyter an till just jordbruk och skog, nämligen spannmålsproduktion och intarsia. I början av 2020-talet dominerades dock det lokala näringslivet av service- och tjänstenäringar. 
Sedan kommunen bildades 1971 och fram till börjar av 1990-talet ökade befolkningen. Trenden vände och befolkningen minskade under 15 år men sedan mitten av 00-talet har befolkningstrenden återigen varit positiv, vilket främst förklaras av ökad inflyttning. 
Socialdemokraterna har varit största parti i samtliga val, de har också varit med och styrt kommunen sedan åtminstone 2010. Mandatperioden 2022–2026 styrs kommunen av "Handslag för Mjölby", en koalition bestående av Socialdemokraterna, Centerpartiet, Kristdemokraterna, Miljöpartiet och Liberalerna.

## Administrativ historik
Kommunens område motsvarar socknarna: Allhelgona, Appuna, Bjälbo, Harstad, Herrberga, Hogstad, Högby, Järstad, Kumla, Mjölby, Normlösa, Skeppsås, Sya, Vallerstad, Veta, Viby, Väderstad, Västra Harg, Västra Skrukeby och Östra Tollstad. I dessa socknar bildades vid kommunreformen 1862 landskommuner med motsvarande namn. I området fanns också Skänninge stad som 1863 bildade en stadskommun. 1890 införlivades Västra Skrukeby socken, landskommun och församling i Högby socken, landskommun och församling. Harstads socken, landskommun och församling uppgick 1892 i Väderstads socken, landskommun och församling.
Mjölby municipalsamhälle inrättades 29 september 1899 i Mjölby landskommun, vilken 1920 ombildades till Mjölby stad.
Vid kommunreformen 1952 bildades i området ett antal storkommuner: Boberg (av de tidigare landskommunerna Ask, Ekebyborna, Fornåsa, Lönsås, Normlösa, Vallerstad, Skeppsås  och Älvestad), Folkunga (av Appuna, Hogstad, Hov, Kumla, Rinna och Väderstad) och Vifolka (av Herrberga, Sya, Veta, Viby, Västra Harg och Östra Tollstad). Samtidigt uppgick Högby landskommun i Mjölby stad medan Allhelgona, Järstad och Bjälbo landskommuner uppgick i Skänninge stad.
Mjölby kommun bildades vid kommunreformen 1971 av Mjölby stad, Skänninge stad, Vifolka landskommun samt delar ur Bobergs landskommun (Normlösa, Vallerstads och Skeppsås församlingar) och ur Folkunga landskommun (Appuna, Hogstads, Kumla och Väderstads församlingar).
Kommunen ingick från bildandet till 2002 i Mjölby domsaga (som fram till 1975 hette Folkungabygdens domsaga) och kommunen ingår sedan 2002 i Linköpings domsaga.

## Geografi
Kommunen ligger centralt i landskapet Östergötland. Den gränsar i väster till Ödeshögs kommun, i nordväst till Vadstena kommun, i norr till Motala kommun, i öster till Linköpings kommun samt i söder till Boxholms kommun.

### Topografi och hydrografi
Östgötaslätten breder ut sig över norra delen av kommunen. Där utgörs berggrunden av sedimentära bergarter från kambrosilur (cirka 570–409 miljoner år gamla). Berggrunden är täckt med moränleror och vattenavsatta sediment vilken ger bördig jordbruksmark.  Berggrunden övergår vid centralorten i urberg med uppstickande bergknallar. Den är täckt med morän och bevuxen med barrskog. I övergångszonen ligger flera större isälvsavlagringar så som vid Ljuna- och Mjölbyfälten med rullstensåsar, deltan och dödisgropar. Tåkern, en av rikets mest kända fågelsjöar, ligger i kommunens västra del.
Nedan presenteras andelen av den totala ytan 2020 i kommunen jämfört med riket.
|  | Bebyggelse (6,8 %) |

|  | Skog (40,7 %) |

|  | Öppen myrmark (0,7 %) |

|  | Jordbruksmark (46,6 %) |

|  | Övrig mark (5,2 %) |

|  | Bebyggelse (3,1 %) |

|  | Skog (68,0 %) |

|  | Öppen myrmark (7,2 %) |

|  | Jordbruksmark (7,4 %) |

|  | Övrig mark (14,3 %) |

### Naturskydd
År 2023 fanns 10 naturreservat i Mjölby kommun. Som exempel kan nämnas Marstad, som även är skyddat enligt Natura 2000. Området är starkt präglat av inlandsisen avsmältning som både efterlämnat kalkrikt grus och sand samt dödisgropar. Detta har dels gett upphov till kalktorrängsflora och  kalkkärrsflora och dels till Marstadsjön.

### Administrativ indelning
Fram till 2016 var kommunen för befolkningsrapportering indelad i sju församlingar: Mjölby församling, Skänninge församling, Veta församling, Viby församling, Väderstads församling, Västra Hargs församling och Östra Tollstads församling.

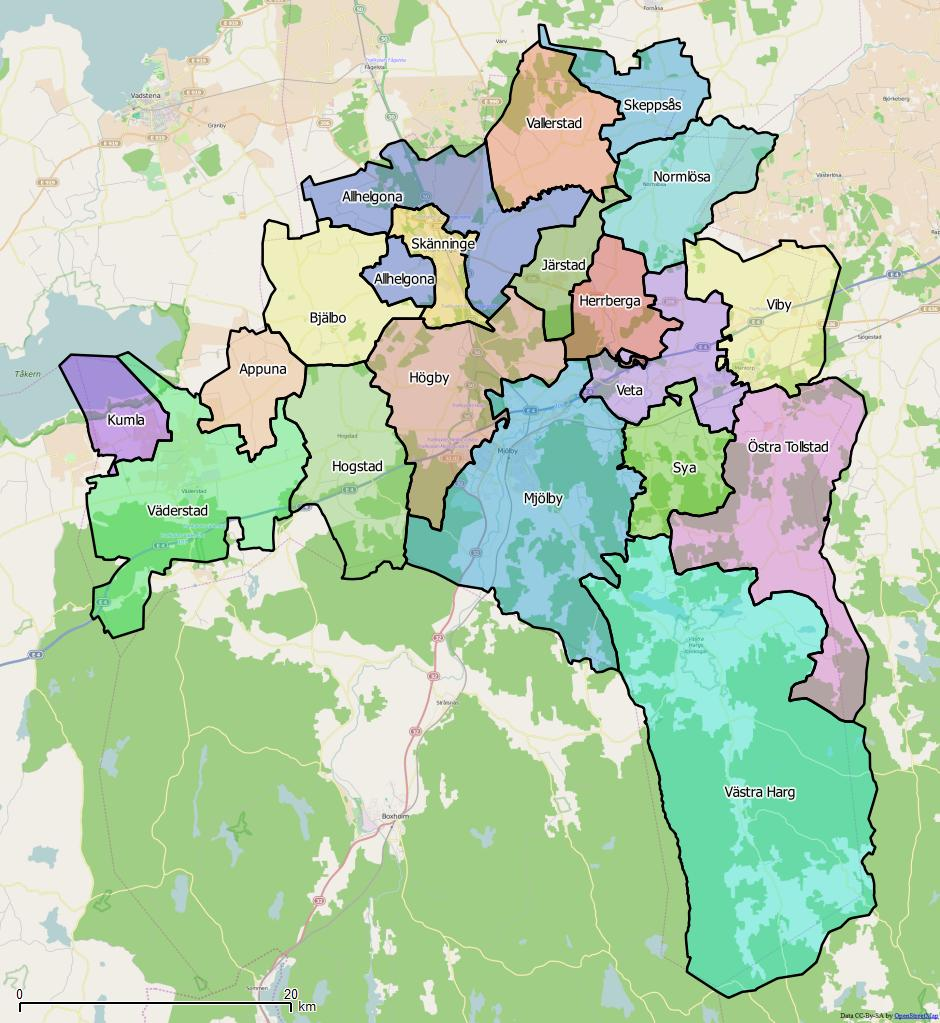
Distrikt (socknar) inom Mjölby kommun

Från 2016 indelas kommunen i 19 distrikt, vilka motsvarar de tidigare socknarna:
| De 19 distrikten i Mjölby kommun |
| --- |
| - Allhelgona - Appuna - Bjälbo - Herrberga - Hogstad - Högby - Järstad - Kumla - Mjölby - Normlösa - Skeppsås - Skänninge - Sya - Vallerstad - Veta - Viby - Väderstad - Västra Harg - Östra Tollstad |

### Tätorter
| Nr | Tätort     | Befolkning 2015 |
| -- | ---------- | --------------- |
| 1  | Mjölby     | 12 858          |
| 2  | Mantorp    | 3 781           |
| 3  | Skänninge  | 3 358           |
| 4  | Väderstad  | 573             |
| 5  | Spångsholm | 374             |
| 6  | Sya        | 308             |
| 7  | Hogstad    | 236             |

## Styre och politik

### Styre
| År        | Partier | Partier | Partier | Partier | Partier | Partier |
| --------- | ------- | ------- | ------- | ------- | ------- | ------- |
| 2010-2014 | S       | V       | MP      |         |         |         |
| 2014-2018 | S       | C       | KD      | MP      |         |         |
| 2018-2022 | S       | C       | L       | KD      | MP      |         |
| 2022-     | S       | L       | C       | KD      | MP      |         |

Mandatperioden 2010–2014 styrdes kommunen av de rödgröna som tillsammans samlade 22 av 45 mandat i kommunfullmäktige. Valet 2014 ledde till delvis maktskifte när en mittenkoalition bestående av Socialdemokraterna, Centerpartiet, Kristdemokraterna och Miljöpartiet tog över makten. Minoritetskoalitionen samlade 24 av 45 mandat i kommunfullmäktige. Efter valet 2018 inkluderades även Liberalerna i den styrande koalitionen som nu kallade sig "Handslag för Mjölby". Samma koalition behöll makten även efter valet 2022 och menade att de under mandatperioden 2022–2026 "fördjupar samarbetet och intensifierar arbetet med den konkreta sakpolitiken".

### Kommunfullmäktige

#### Presidium
| Presidium 2022–2026    | Presidium 2022–2026 | Presidium 2022–2026 |
| ---------------------- | ------------------- | ------------------- |
| Ordförande             | S                   | Anna-Lena Sörenson  |
| Förste vice ordförande | S                   | Tobias Rydell       |
| Andre vice ordförande  | M                   | Margareta Toorell   |

#### Mandatfördelning 1970–2022
|  | 26 | 13 | 5 |  | 5 |

| 44 | 7 |

|  | 24 | 15 | 3 |  | 6 |

| 44 | 7 |

|  | 24 | 15 | 4 |  | 6 |

| 40 | 11 |

|  | 25 | 11 | 4 |  | 8 |

| 36 | 15 |

|  | 26 | 10 |  |  | 10 |

| 35 | 16 |

|  | 25 | 8 | 6 | 10 |

| 35 | 16 |

|  | 25 | 9 | 6 |  | 7 |

| 35 | 16 |

|  | 21 | 3 | 8 | 4 | 4 | 9 |

| 30 | 21 |

| 3 | 25 |  | 7 | 3 |  | 10 |

| 28 | 23 |

| 7 | 21 | 5 | 3 | 5 | 10 |

| 28 |  | 21 |

| 4 | 20 |  | 5 | 4 | 4 | 7 |

| 24 | 21 |

| 2 | 19 |  | 2 | 5 | 4 | 3 | 9 |

| 26 | 19 |

| 2 | 18 | 2 |  | 2 | 3 | 4 | 2 | 11 |

| 21 | 24 |

| 3 | 17 | 2 | 5 | 3 | 3 | 2 | 10 |

| 23 | 22 |

| 3 | 14 |  | 8 | 4 | 4 | 2 | 9 |

| 23 | 22 |

| 3 | 14 |  | 8 | 3 | 4 | 3 | 9 |

| 25 | 20 |

### Nämnder

#### Kommunstyrelse
| Presidium 2023–2026    | Presidium 2023–2026 | Presidium 2023–2026 |
| ---------------------- | ------------------- | ------------------- |
| Ordförande             | S                   | Cecilia Burenby     |
| Förste vice ordförande | C                   | Birgitta Gunnarsson |
| Andre vice ordförande  | M                   | Lars-Åke Pettersson |

#### Övriga nämnder
| Nämnder 2022–2026          | Ordförande | Ordförande          | Vice ordförande | Vice ordförande    | Andre vice ordförande | Andre vice ordförande |
| -------------------------- | ---------- | ------------------- | --------------- | ------------------ | --------------------- | --------------------- |
| Samhällsbyggnadsnämnden    | S          | Bjarne Sjögren      | L               | Curt Karlsson      | M                     | Mats Allard           |
| Byggnämnden                | S          | Thony Andersson     | S               | Klas-Erik Eriksson | M                     | Torsten Ohlsson       |
| Kultur- och fritidsnämnden | L          | Kristin Kellander   | S               | Ebba Sörenson      | M                     | Janne Ståhlberg       |
| Omsorgs- och socialnämnden | S          | Anna Johansson      | C               | Claes Samuelsson   | M                     | Margareta Toorell     |
| Utbildningsnämnden         | L          | Gun-Inger Andersson | S               | Sara Eriksson      | M                     | Nina Stenmark         |
| Valnämnden                 | S          | Elisabeth Moborg    | KD              | Bengt-Olof Idmyr   | M                     | Jan-Erik Jeppsson     |

### Vänorter
- Hankasalmi, Finland
- Häädemeeste, Estland
- Karmøy kommun, Norge

## Ekonomi och infrastruktur

### Näringsliv
I början av 2020-talet dominerades det lokala näringslivet av service- och tjänstenäringar där kommunen själv var den största arbetsgivaren. Bland större privata arbetsgivare kan nämnas Toyota Material Handling Manufacturing Sweden och Väderstad AB.

### Infrastruktur

#### Transporter
Kommunen genomkorsas från väst till nordöst av Europaväg 4 och från söder till norr av riksväg 32. Genom kommunen går även länsväg 206. Vidare genomkorsas kommunen av järnvägen Stockholm–Malmö. Centralorten  är utgångspunkt för järnvägen Mjölby–Hallsberg.

#### Utbildning
Gymnasieskolorna i kommunen heter Dackeskolan (främst yrkesinriktade program) och Kungshögaskolan (teoretiska program).

## Befolkning

### Befolkningsutveckling
Kommunen har 28 695 invånare (31 december 2024), vilket placerar den på 92:a plats avseende folkmängd bland Sveriges kommuner.
| Befolkningsutvecklingen i Mjölby kommun 1970–2020 | Befolkningsutvecklingen i Mjölby kommun 1970–2020 | Befolkningsutvecklingen i Mjölby kommun 1970–2020 | Befolkningsutvecklingen i Mjölby kommun 1970–2020 | Befolkningsutvecklingen i Mjölby kommun 1970–2020 |
| ------------------------------------------------- | ------------------------------------------------- | ------------------------------------------------- | ------------------------------------------------- | ------------------------------------------------- |
|                                                   |                                                   |                                                   |                                                   |                                                   |
| År                                                |                                                   |                                                   | Folkmängd                                         |                                                   |
| 1970                                              | 1970                                              |                                                   | 24 573                                            |                                                   |
| 1975                                              | 1975                                              |                                                   | 25 529                                            |                                                   |
| 1980                                              | 1980                                              |                                                   | 26 042                                            |                                                   |
| 1985                                              | 1985                                              |                                                   | 25 725                                            |                                                   |
| 1990                                              | 1990                                              |                                                   | 26 219                                            |                                                   |
| 1995                                              | 1995                                              |                                                   | 25 979                                            |                                                   |
| 2000                                              | 2000                                              |                                                   | 25 157                                            |                                                   |
| 2005                                              | 2005                                              |                                                   | 25 258                                            |                                                   |
| 2010                                              | 2010                                              |                                                   | 25 856                                            |                                                   |
| 2015                                              | 2015                                              |                                                   | 26 602                                            |                                                   |
| 2020                                              | 2020                                              |                                                   | 27 960                                            |                                                   |

## Kultur

### Kulturarv
Spannmålsproduktionen har en lång tradition i området och i området kring Svartån fanns tidigt ett stort antal kvarnar.  Skogarna har gett upphov till en livskraftig träindustri. Intarsia beskrivs av Mjölby kommun som "ett signum för Mjölbys industrihistoria". Den starkaste stjärnan inom den produktionen var Mjölby Intarsia, grundat 1909 under namnet Mjölby Decoupeurfabrik.

### Kommunvapen
Blasonering: I rött en balkvis ställd ström, åtföljd av två kvarnhjul, allt av guld.
Vapnet fastställdes 1922 för den då nya staden Mjölby. Efter kommunbildningen 1971 återanvändes den namngivande enhetens vapen oförändrat för den nya kommunen och registrerades hos PRV år 1978. Skänninge stads vapen, som går tillbaka på ett sigill från 1300-talets, liksom Vifolka och Folkunga landskommuners från 1952 respektive 1955, förlorade sin giltighet.

Folkunga landskommun (1955–1970)
Mjölby stad (1923–1970) Mjölby kommun (1971-)
Skänninge stad (1942–1970) Skänninge församling (1995-2006)
Vifolka landskommun (1952–1970)